# Hikaru Sulu
Hikaru Kato Sulu é um personagem principal da telessérie americana de ficção científica Star Trek e dos seis primeiros longa-metragens de Star Trek para o cinema, interpretado pelo ator George Takei. Na série, servia como oficial do leme da nave estelar USS Enterprise (exceto pelo episódio-piloto, no qual era um físico); no longa-metragem Star Trek VI: The Undiscovered Country, o personagem é o capitão da nave USS Excelsior.